# Trần Dụ Tông
Trần Dụ Tông, namn vid födseln (tên huý) Trần Hạo, född 1336, död 1369, var den sjunde kejsaren av Trandynastin i Vietnam. Han regerade från 1341 till 1369.
Han var kulturintresserad men var ingen duglig regent vilket sammanföll med att Champariket i söder hade mer dugliga regenter vilket kom att orsaka problem för hans efterföljare, närmast efter Trần Dụ Tông var Dương Nhật Lễ.